# جوزيف دبليو. أوهارا
جوزيف دبليو. أوهارا (بالإنجليزية: Joseph W. O'Hara)‏ هو قاضي ومحامي أمريكي، ولد في 2 أغسطس 1863 في سينسيناتي في الولايات المتحدة، وتوفي في 20 سبتمبر 1938.